# William Bolcom

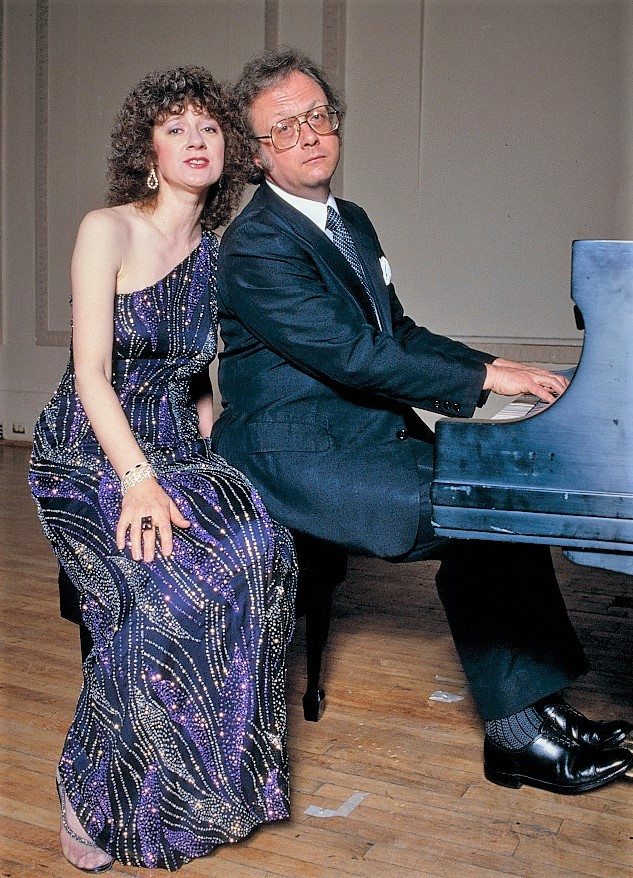
William Bolcom und Joan Morris in der Town Hall (1985)

William Elden Bolcom (* 26. Mai 1938 in Seattle, Washington) ist ein US-amerikanischer Komponist und Pianist.

## Leben und Werk
Bolcom kam mit 11 Jahren an die University of Washington und studierte dort Komposition bei George Fredrick McKay und John Verall sowie Klavier bei Berthe Poncy Jacobson. Es folgten Studien bei Darius Milhaud am Mills College, bei Leland Smith an der Stanford University und bei Olivier Messiaen am Conservatoire de Paris, wo er einen zweiten Kompositionspreis erhielt.
1953 gewann er den BMI Student Composer Awards. 1988 erhielt Bolcom den Pulitzer-Preis für Musik für seine 12 New Etudes for Piano. Im Herbst 1994 wurde er zum „Ross Lee Finney Distinguished University Professor of Composition“ an der University of Michigan ernannt; diese Position hält er bis heute inne.
Bolcom arbeitete 25 Jahre an seinen Songs of Innocence und Songs of Experience nach William Blake, einem abendfüllenden Werk für Soli, Chor und Orchester. Auf die Premiere 1984 an der Oper Stuttgart folgten Aufführungen in Ann Arbor, im Grant Park Chicago, der Brooklyn Academy of Music, in St. Louis, der Carnegie Hall sowie der Royal Festival Hall in London, letztere gespielt vom BBC Symphony Orchestra unter Leitung von Leonard Slatkin. 2006 erhielt die Aufnahme dieses Werkes beim Label Naxos 3 Grammy Awards (beste Chorleistung, beste zeitgenössische klassische Komposition und beste Veröffentlichung im Bereich Klassische Musik).
Am 15. September 2006 wurden seine Canciones de Lorca für Tenor und Orchester vom Pacific Symphony Orchestra unter Leitung von Carl St. Clair und dem Solisten Plácido Domingo im Orange County Performing Arts Center in Costa Mesa in Kalifornien uraufgeführt.
Auch als Pianist tätig, hat Bolcom eigene Werke aufgeführt und aufgenommen, häufig gemeinsam mit seiner Frau, der Mezzosopranistin Joan Morris. Bolcom und Morris nahmen 20 Plattenalben zusammen auf, beginnend mit After the Ball, einer Sammlung populärer Lieder der Wende vom 19. zum 20. Jahrhundert. Ihre speziellen Vorlieben sowohl im Konzert als auch bei Plattenaufnahmen gelten effektvollen und populären Liedern vom Beginn des 20. Jahrhunderts, wie auch Kabarettsongs (oft aus Musicals, die ansonsten ein Flop waren).
Im Werkverzeichnis Bolcoms finden sich Opern (u. a. A View from the Bridge nach einem Libretto von Arthur Miller und Arnold Weinstein, uraufgeführt 1999 an der Lyric Opera von Chicago; zuletzt: A Wedding von 2004), bislang 9 Sinfonien und Kammermusik. Bolcom schrieb auch zahlreiche Ragtimes, etliche gemeinsam mit dem Komponisten William Albright und viele, für seine Frau komponierten, Kabarettsongs (einschließlich des besonders bekannt gewordenen Lime Jello Marshmallow Cottage Cheese Surprise). Seine Rags hat Marc-André Hamelin in einer Gesamtausgabe eingespielt (ausgezeichnet mit dem Jahrespreis Preis der deutschen Schallplattenkritik).
Seit 1993 ist er Mitglied der American Academy of Arts and Letters.
Am 20. April 2022 wurde im Rahmen des Internationalen Festivals Heidelberger Frühling das von Dietrich Götze beauftragte 2. Klavierkonzert von William Bolcom durch Igor Levit und das Mahler Chamber Orchestra unter der Leitung von Elim Chan in der Neuen Aula der Universität Heidelberg uraufgeführt.